# Usedlost čp. 9 (Kyšice)
Usedlost čp. 9 pochází z 19. století a je situovaná na severní straně obecní návsi v Kyšicích v okrese Plzeň-město. Dne 22. srpna 2003 byly bývalé chlévy usedlosti, které dnes však katastrálně náleží čp. 15, prohlášeny kulturní památkou. Od 22. září 1995 je součástí venkovské památkové zóny.

## Historie a popis
Obytné stavení pochází ze druhé poloviny 19. století či z počátku 20. století. Starší jsou chlévy a sýpka z lomového kamene z roku 1863 (dle datace v nadsvětlíku). Na portále se nachází letopočet 1829, avšak tento kamenný prvek byl na stavbě použit druhotně. Chlévy na podélném půdorysu, se sedlovu střechou a kordonovou římsou byly později ze severozápadní strany prodlouženy.